# Regione del Litorale
La Regione del Litorale (Région du Littoral in francese e Littoral Region in inglese) è una delle 10 Regioni del Camerun. Si trova nella parte occidentale del paese e il suo capoluogo è Douala.

## Geografia fisica
Confina a nord con la Regione dell'Ovest, a est con la Regione del Centro, a sud-est con la Regione del Sud, a sud-ovest con l'Oceano Atlantico e a ovest con la Regione del Sudovest.

## Storia
Il 12 novembre 2008 la provincia è stata sostituita dalla regione.

## Geografia antropica

### Suddivisioni amministrative
La regione è divisa in 4 dipartimenti.	
| Dipartimento    | Capoluogo  |  |
| Moungo          | Nkongsamba |  |
| Nkam            | Yabassi    |  |
| Sanaga-Maritime | Édéa       |  |
| Wouri           | Douala     |  |